# Гуляйпільський район
Гуляйпі́льський райо́н — колишній район у південно-східній частині України та північно-східній частині Запорізької області. Районний центр: Гуляйполе. Населення становить 25,8 тис осіб (2019). Площа району — 1300 км². Утворено 1923 року.

## Географія

### Розташування
Межі району: на півдні межує із Пологівським, на заході — із Оріхівським, на північному заході — із Новомиколаївським, на сході — із Більмацьким та Розівським районами Запорізької області. Крім того, на півночі — із Покровським районом Дніпропетровської області і на сході — Великоновосілківським районом Донецької області.
Територія району займає площу 1,3 тис. км², що становить 4,8 % території області.
Залізнична станція знаходиться на відстані 8 км від районного центру в селищі Залізничному (Придніпровська залізниця).

### Клімат
Гуляйпільський район розташований у степовій зоні на півдні України. Клімат району — степовий, атлантико—континентальний. Характер атмосферної циркуляції визначається частою зміною циклонів та антициклонів. Циклони проходять протягом року із заходу, північного та південного заходу та з півдня. Вони приносять з собою морські повітряні маси з Атлантики і Арктики. Вторгнення континентальних повітряних мас із Азії (антициклони) обумовлює взимку різкі похолодання, а влітку — посуху.
Зима починається наприкінці листопада. Вона помірно — холодна, малосніжна, переважає нестійка погода з чисельними відлигами, після яких відбуваються різкі похолодання.
Весна зазвичай наступає в першій декаді березня. Характерною особливістю весни є інтенсивне наростання тепла, завдяки цьому весняні процеси розвиваються швидко і тому вона буває короткою.
Літо переважно спекотне та сухе. В окремі періоди переміщення холодніших повітряних мас супроводжується активною грозовою діяльністю, виникають небезпечні метеорологічні явища: сильні зливи, шквали, град
Осінь зазвичай наступає у третій декаді вересня. Для осені характерне повернення тепла на загальному фоні зниження температури та початок заморозків.
Середньорічна температура повітря +9 0 °C. Середня температура повітря найтеплішого місяця (липня) +210 °C (максимальна температура +39,5 0 °C), а найхолоднішого (січня) −50 °C морозу (мінімальна температура 33,40 °C морозу). В лютому можливі морози до 32 0 °C.
Тривалість безморозного періоду в середньому 156 днів. Перші морози бувають у другій половині вересня. Закінчуються морози наприкінці квітня — на початку травня.
Середньорічна швидкість вітру 3 м/сек.. Переважають вітри східного напрямку. Максимальна швидкість вітру в 1969 році досягла 40 м/с.
Річна кількість опадів в середньому 507 мм. Випадіння опадів взагалі відрізняється нерівномірністю і значними коливаннями їх кількості, що приводить до нерівномірності зволоження в різні роки. Протягом року опади теж випадають нерівномірно, за рахунок сильних злив більше їх у теплий період року. Середньорічна вологість повітря становить 74 %.

### Водні ресурси
З півдня на північ район перетинається двома річками — Гайчулом та Янчулом. Річка Гайчур (протяжність по району — 39,7 км) протікає через місто Гуляйполе і біля сіл Варварівка та Добропілля. Річка Янчул (протяжність по району — 42,9 км) біля сіл Малинівки та Полтавки, через с. Успенівка. По балках збудовано понад 100 ставків з загальною площею водного дзеркала 894 га.

### Корисні копалини
На території району розвідані корисні копалини: великі залежні залізної руди (родовище знаходиться на території селища Залізничного): запаси бурого вугілля, так зване Санжарівське родовище (с. Полтавка). Це одне з найбільших родовищ Запорізької області. Близько 150 млн тонн запасів вугілля цього родовища придатні для напівкоксування. Глибина покладів від 16 до 97 метрів. Окремі ділянки придатні для відкритого добування. Також виявлено поклади суглинків, глини, піску, гранітів.

### Ландшафти
За фізико-географічним районуванням Запорізької області, район лежить у межах Середногайчурсько-Кашлагацького фізико-географічного району Кінсько-Ялинської низовинної області Лівобережно-Дніпровсько-Приазовського північно-степового краю Північно-степової підзони Степової зони.

### Природно-заповідний фонд
До природно-заповідного фонду Гуляйпільського району входить 1 об'єкт загальнодержавного значення (комплексна пам'ятка природи «Балка Скотовата») та 15 об'єктів ПЗФ місцевого (обласного) значення, у тому числі 10 заказників і 5 пам'яток природи. Відсоток заповідності складає 0,36.

## Історія
Гуляйпільський район створено 7 березня 1923 року у Запорізькій окрузі Катеринославської губернії. З 1925 зі скасуванням губерній входить тільки в округу. З 1930 року перебував у складі Дніпропетровської області. 10 січня 1939 року район переданий до складу Запорізької області. У 1941-43 роках територія району входила до Оріхівського повіту Дніпропетровського генерального округу. 19 липня 2020 року район було ліквідовано внаслідок адміністративно-територіальної реформи.

## Адміністративний устрій
Адміністративно-територіально район поділявся на 1 міську раду, 1 селищну раду і 18 сільських рад, які об'єднують 61 населених пунктів та були підпорядковані Гуляйпільській районній раді. Адміністративний центр — місто Гуляйполе.
У грудні 2012 р. було знято з обліку село Бабаші.

## Економіка
Гуляйполе входить до числа районів Запорізької області, які становлять основу її аграрної могутності. В районі працює 25 сільськогосподарських підприємств, 50 фермерських господарств, 1 сільськогосподарський кооператив. Промисловий сектор нараховує 5 підприємств: три машинобудівної та два харчової галузі. Головними з яких є підприємства металургії та оброблення металу: дочірні підприємства ВАТ "Мотор Січ "- «Машинобудівний завод» і «Механічний завод». Будівельна галузь представлена 4 підрядними організаціями. Гуляйпільский район зв'язаний з магістральним газопроводом.
Торговельна мережа району представлена 186 підприємствами роздрібної торгівлі та 20 підприємствами громадського харчування.

### Промислові підприємства
- ВАТ «Гуляйпільський Машинобудівний Завод» ДОЧП Мотор Січ
- ВАТ Гуляйпільський Завод «Сільмаш»
- ЗАТ «Гуляйпільський Сирзавод»

### Сільськогосподарські підприємства
- ВАТ «Гуляйпільське» — банкрут
- ТОВ «Новий Заповіт»
- ТОВ «Авангард»
- ПАТ «Аграрний дім»
- ТОВ «Батьківщина»
- ТОВ «Еталон-Агро-Плюс»
- КП Сільське Комунальне Господарство «Мирне»
- ТОВ «Полтавка»
- ТОВ «Колос-2000» — банкрут
- ТОВ «Україна»
- ТОВ «Надія»

## Транспорт

### Автотранспорт
Загальна протяжність доріг загального користування становить 338,8 км, із них територіальні дороги — 42,8 км, обласні дороги — 133,9 км, районні дороги — 162,1 км. Із загальної протяжності доріг 97 % (328,2 км) займають дороги з твердим покриттям, і лише 3,0 % (10,6 км) — ґрунтові дороги.
Щільність доріг з твердим покриттям — 25,1 км/ 100 км². Протяжність доріг комунальної власності — 271,7 км.
Обсяги вантажних перевезень за січень-листопад 2009 року склали 15,9 тис. тонн, або 21,4 % від обсягів попереднього року.
Пасажирські перевезення за 11 місяців 2009 року склали 451,1 тис. пасажирів, що становить 78,5 % до показника попереднього року.

### Залізничний транспорт
На території району знаходиться залізнична станція Гуляйполе Придніпровської залізниці в сел. Залізничне (на дільниці Пологи — Чапліно) на відстані 8 км від райцентру. Довжина залізничних колій — 27 км, щільність залізничної колії — 2,1 км/100 км².
Станція є проміжною вантажно—пасажирською. Перевезення вантажів становить понад 5,0 млн тонн вантажів, по пасажиро перевезеннях — 5,0 тис. пас. за рік.

## Населення
Розподіл населення за віком та статтю (2001)
| Стать | Всього | До 15 років | 15-24 | 25-44 | 45-64 | 65-85 | Понад 85 |
| --- | ------ | ----------- | ----- | ----- | ----- | ----- | -------- |
| Чоловіки | 15 740 | 3084        | 2037  | 4674  | 3940  | 1927  | 78       |
| Жінки | 18 547 | 2973        | 1982  | 4738  | 4829  | 3672  | 353      |
| \| Статево-вікова піраміда \| Статево-вікова піраміда \| Статево-вікова піраміда \| \| ----------------------- \| ----------------------- \| ----------------------- \| \| Чоловіки \| Вік \| Жінки \| \| 78 \| 85 + \| 353 \| \| 99 \| 80-84 \| 383 \| \| 356 \| 75-79 \| 958 \| \| 787 \| 70-74 \| 1342 \| \| 685 \| 65-69 \| 989 \| \| 1276 \| 60-64 \| 1807 \| \| 643 \| 55-59 \| 862 \| \| 896 \| 50-54 \| 1034 \| \| 1125 \| 45-49 \| 1126 \| \| 1271 \| 40-44 \| 1311 \| \| 1306 \| 35-39 \| 1266 \| \| 1085 \| 30-34 \| 1120 \| \| 1012 \| 25-29 \| 1041 \| \| 911 \| 20-24 \| 930 \| \| 1126 \| 15-20 \| 1052 \| \| 1357 \| 10-14 \| 1333 \| \| 992 \| 5-9 \| 959 \| \| 735 \| 0-4 \| 681 \| |        |             |       |       |       |       |          |
| Статево-вікова піраміда |        |             |       |       |       |       |          |
| Чоловіки | Вік    | Жінки       |       |       |       |       |          |
| 78 | 85 +   | 353         |       |       |       |       |          |
| 99 | 80-84  | 383         |       |       |       |       |          |
| 356 | 75-79  | 958         |       |       |       |       |          |
| 787 | 70-74  | 1342        |       |       |       |       |          |
| 685 | 65-69  | 989         |       |       |       |       |          |
| 1276 | 60-64  | 1807        |       |       |       |       |          |
| 643 | 55-59  | 862         |       |       |       |       |          |
| 896 | 50-54  | 1034        |       |       |       |       |          |
| 1125 | 45-49  | 1126        |       |       |       |       |          |
| 1271 | 40-44  | 1311        |       |       |       |       |          |
| 1306 | 35-39  | 1266        |       |       |       |       |          |
| 1085 | 30-34  | 1120        |       |       |       |       |          |
| 1012 | 25-29  | 1041        |       |       |       |       |          |
| 911 | 20-24  | 930         |       |       |       |       |          |
| 1126 | 15-20  | 1052        |       |       |       |       |          |
| 1357 | 10-14  | 1333        |       |       |       |       |          |
| 992 | 5-9    | 959         |       |       |       |       |          |
| 735 | 0-4    | 681         |       |       |       |       |          |

## Соціальна сфера
20 загальноосвітніх та 19 дошкільних закладів, 17 з яких працюють у складі навчально-виховних комплексів «школа-садок», навчають та виховують 5636 дітей. У Будинку творчості для дітей та юнацтва працює 34 гуртки.
31 спортивна група діє при дитячо-юнацькому клубі фізичної підготовки. У селі Полтавці діє школа-інтернат для сиріт.
Лікувально-профілактична сфера району представлена 21 закладом. 8 закладів клубного типу об'єднує понад 100 колективів художньої самодіяльності. Гуляйпільців обслуговують 27 бібліотек, районний краєзнавчий музей та 4 музеї на громадських засадах.

## Політика
25 травня 2014 року відбулися Президентські вибори України. У межах Гуляйпільського району були створені 33 виборчі дільниці. Явка на виборах складала — 56,51 % (проголосували 13 224 із 23 401 виборців). Найбільшу кількість голосів отримав Петро Порошенко — 35,53 % (4 698 виборців); Юлія Тимошенко — 14,59 % (1 929 виборців), Сергій Тігіпко — 9,94 % (1 315 виборців), Олег Ляшко — 8,92 % (1 180 виборців), Анатолій Гриценко — 6,42 % (849 виборців). Решта кандидатів набрали меншу кількість голосів. Кількість недійсних або зіпсованих бюлетенів — 2,28 %.